# Turistická značená trasa 1036
 Turistická značená trasa 1036 je 6,5 km dlouhá modře značená trasa Klubu českých turistů na katastru města Unhošť v okrese Kladno. Vede z centra Unhoště k Markovu mlýnu na potoku Loděnice (Kačáku). Většina trasy vede po území přírodního parku Povodí Kačáku.

## Průběh trasy
Trasa začíná u rozcestníku na unhošťském autobusovém nádraží v centru města a její začátek se shoduje se žlutou trasou č. 6024. Obě trasy nejprve přibližně 300 metrů vedou po hlavní unhošťské třídě (Pražská třída, třída Dr. Beneše), kde mimo jiné míjí kostel sv. Petra a Pavla a Melicharovo vlastivědné muzeum. Na Náměstí T. G. Masaryka odbočují na jihozápad do postranní ulice a trasu sdílejí ještě asi 300 metrů. Poté tato modrá trasa zatáčí na jihozápad a po okraji zástavby směřuje k rybníku Bulhar a za ním se nacházející soustavě rybníků na Černém potoce. Za největším z těchto rybníků (Rybárna) trasa následně asi 1,5 km vede po lesní cestě, která sleduje meandrovitý tok tohoto potoka. Na konci tohoto úseku je Suchý mlýn, kdy se trasa na přibližně 150metrovém úseku opět stýká se žlutou trasou č. 6024. Zbytek trasy (cca 2,6 km) prochází po kraji luk a podél lesů v údolí Černého potoka a přibližně sleduje jeho tok. Konec trasy prochází částí rozsáhlé chatové oblasti nacházející se v celém povodí Kačáku. Trasa končí u Markova mlýna, kde navazuje červená trasa č. 0029.
| km  | místo        | navazující, křižující a souběžné trasy |
| --- | ------------ | -------------------------------------- |
| 0   | Unhošť (bus) | 6024                                   |
| 3.5 | Suchý mlýn   | 6024                                   |
| 6.5 | Markův mlýn  | 0029                                   |

## Turistické zajímavosti na trase
- Kostel svatého Petra a Pavla (Unhošť)
- Melicharovo vlastivědné muzeum
- Suchý mlýn
- Markův mlýn